# Pablo Gargallo

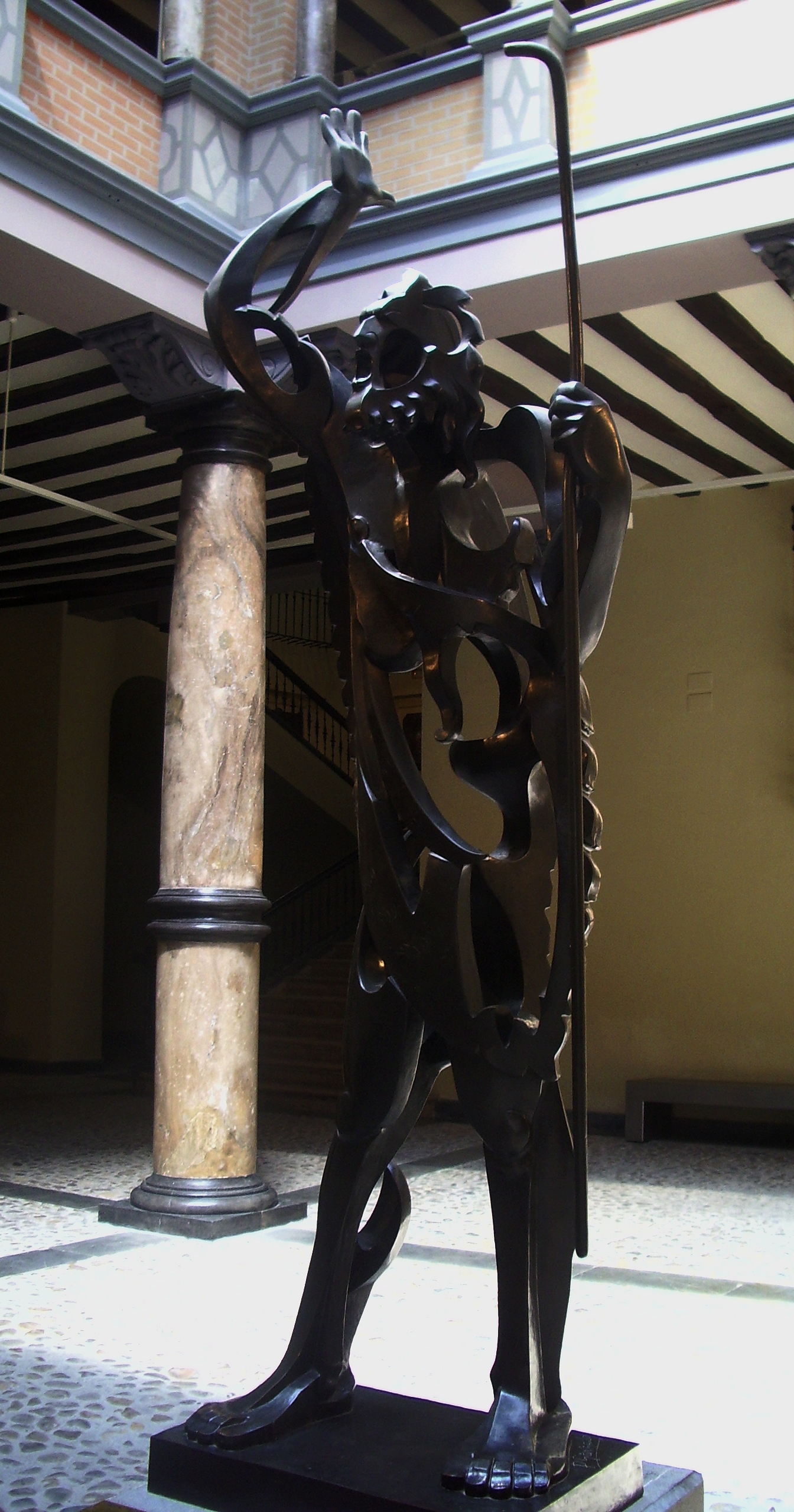
El Profeta (1933), Saragozza, Museo Pablo Gargallo

Pablo Emilio Gargallo Catalán (Maella, 5 gennaio 1881 – Reus, 28 dicembre 1934) è stato uno scultore spagnolo.

## Biografia
Gargallo nacque a Maella, in Aragona, ma all'età di sette anni si trasferì a Barcellona con la famiglia. Nel capoluogo catalano il giovane Gargallo fece i primi passi della sua carriera artistica, lavorando nello studio di Eusebi Arnau e frequentando gli artisti del gruppo Els quatre gats ("I quattro gatti"), come Picasso e Nonell. Collaborò anche con Lluís Domènech i Montaner, lavorando a statue per i suoi edifici quali il Palau de la Música Catalana e l'Hospital de Sant Pau a Barcellona e l'Institut Pere Mata di Reus, con sculture di pietra e bronzo.
Pablo Gargallo si trasferì poi a Parigi, nel quartiere di Montparnasse, dove avrebbe vissuto parte della sua vita. Nel 1903 visse nella comune di artisti Bateau-Lavoir con Max Jacob, Juan Gris e altri artisti tra cui l'amico Picasso, che prese come modello per un busto in metallo. L'anno successivo Gris gli presentò la futura moglie Magali Tartanson, che sposò nel 1915. Tornato in patria, Gargallo morì nel 1934 a causa di una polmonite fulminante a Reus, città in cui si era recato per inaugurare una mostra personale.

## Carriera artistica
Per tutta la durata del suo percorso artistico Pablo Gargallo mantenne simultaneamente due stili apparentemente molto diversi: uno classico, imparentato col primo modernismo e col novecentismo, e uno stile avanguardista, in cui sperimentò la disintegrazione dello spazio e delle forme e l'impiego di nuovi materiali.
Gargallo, influenzato dall'amico Julio González, sviluppò uno stile di scultura basato sull'utilizzo di sottili placche di metallo e talvolta anche da carta e cartone, che formavano forme tridimensionali cave e dai contorni solo minimamente accennati. Tra le più importanti creazioni di questa tipologia sono da ricordare le maschere di Greta Garbo e l'opera intitolata a Kiki de Montparnasse. In maniera analoga lo scultore applicò i dettami del suo stile a sculture più massicce come El Profeta, tra i capolavori di Gargallo. Kiki fu prodotta in vari esemplari, alcuni dei quali sono ora visibili al Museo Reina Sofia di Madrid, Musee d'Art Moderne de la Ville de Paris a Parigi, Museo Pablo Gargallo di Saragozza, Museo di Arte Contemporanea di Alicante.
Un'altra peculiarità di Gargallo fu lo sviluppo di sculture in materiali più tradizionali come bronzo o marmo, ma secondo la tecnica del negativo: nacquero così sculture in cui le convessità del corpo umano furono tramutate dall'artista in superfici concave.
Pablo Gargallo è considerato uno degli scultori spagnoli più importanti e innovatori del XX secolo e anche uno dei rappresentanti più significativi delle avanguardie internazionali. Nel 1985 gli è stato dedicato il Museo Pablo Gargallo a Saragozza.

## Altri progetti

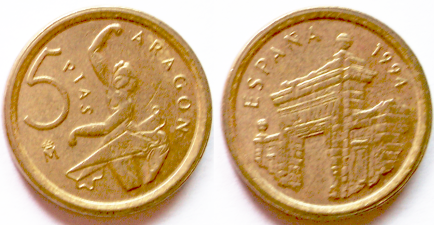
La moneta commemorativa del 1994 coniata dalla zecca nazionale di Madrid riferita all'Aragona